# Denis Katsyv
Denis Katsyv (1977) is een Russische zakenman. Hij is eigenaar van de in Moskou gevestigde vastgoedonderneming Prevezon Holdings Ltd. Katsyv was verwikkeld in een civiel proces inzake het witwassen van zwart geld door middel van vastgoedinvesteringen in de Verenigde Staten en daarmee mede in het overtreden van de Magnitsky Act van 2012. Deze zaak werd door Prevezon in 2017 geschikt met het Amerikaanse departement van Justitie door betaling van een bedrag van $ 5,9 miljoen aan boetes. 

## Trump Campagne 2016
Katsyv werd juridisch vertegenwoordigd door de advocaat Natalia Veselnitskaya, die in juni 2016 een ontmoeting had met o.a. Donald Trump jr. tijdens zijn vaders presidentiële campagne. Minder dan uit het zwart maken van concurrente Hillary Clinton, stond de ontmoeting in de Trump Tower vooral in het teken van Veselnitskaya's doelstelling om te bevorderen dat de sancties tegen Russische onderdanen onder de Magnitsky Act kwamen te vervallen.

## Achtergrond
Denis Katsyv is de zoon van Pyotr Katsyv, een voormalig vice-gouverneur en minister van Transport van de regio Moskou. 
Hij werd opgeleid en profiteerde van zakelijke kansen in de tijd dat de privatisering in Rusland op gang kwam.
Katsyv senior heeft uitstekende connecties. Toen hij minister van Transport was, was ene Alexandr Mitoesov als onderminister zijn rechterhand. Deze Mitoesov werkte eerder als openbare aanklager, en is getrouwd geweest met de advocaat Natalia Veselnitskaya.
Zoon Denis werd aandeelhouder van het (toen) in Cyprus gevestigde Prevezon Holdings Ltd., kort nadat het bedrijf in 2008 mysterieuze cash betalingen ontving vanuit Moldavië.

## Magnitsky Act
In mei 2017 schikte Prevezon Holdings Ltd. een zaak, tegen haar geopend door het Amerikaanse ministerie van Justitie, tegen betaling van $ 5,9 miljoen aan boetes. Het ging om Russische belastingfraude en het witwassen van zwart geld, in eerste instantie ontdekt door wijlen de Russische advocaat en procureur Sergej Magnitski.
Katsyv werd vertegenwoordigd door de advocaat Natalia Veselnitskaya.
Hij sponsorde de "Human Rights Accountability Global Initiative Foundation", een lobby-organisatie tegen de effecten van de Magnitsky Act, die in februari 2015 werd opgericht in Delaware.
Denis Katsyv werd op 27 juli 2017 in het bijzonder genoemd in een getuigenis van de Amerikaans-Britse investeerder Bill Browder tegenover de Amerikaanse Senaatscommissie voor Justitie inzake de Magnitsky Act.